# Karenella granulosa
Karenella granulosa är en kvalsterart som först beskrevs av Subías och Anurup Kumar Sarkar 1983.  Karenella granulosa ingår i släktet Karenella och familjen Oppiidae. Inga underarter finns listade i Catalogue of Life.